# Persone di nome Laurence
| Questa pagina contiene informazioni ricavate automaticamente dalle voci biografiche con l'ausilio del template Bio e di un bot. L'aggiornamento è periodico e automatico e ricostruisce completamente la pagina. Se manca una persona in questa lista, sei pregato di non aggiungerla, ma accertati piuttosto che la sua voce biografica contenga il template Bio e che i dati anagrafici siano correttamente compilati. Se il template Bio manca, inseriscilo tu stesso o, in alternativa, metti l'avviso {{tmp\|Bio}} che ne segnala la mancanza. Se i dati riportati sono sbagliati, correggi direttamente la voce biografica; le modifiche saranno visibili in questa lista entro pochi giorni. Per chiarimenti vedi il progetto antroponimi. La lista contiene solo le 79 persone che sono citate nell'enciclopedia e per le quali è stato implementato correttamente il template Bio. Pagina aggiornata al 6 ago 2025. |

Questa è una lista di persone presenti nell'enciclopedia che hanno il nome Laurence, suddivise per attività principale.

## Allenatori di calcio(1)
- Laurie Brown, allenatore di calcio e calciatore inglese (Shildon, n. 1937 - Newton Aycliffe, † 1998)

## Astronomi(1)
- Laurence G. Taff, astronomo statunitense (Cabin John)

## Attori(10)
- Larry Fessenden, attore, regista e produttore cinematografico statunitense (New York, n. 1963)
- Laurence Fishburne, attore statunitense (Augusta, n. 1961)
- Laurence Fox, attore britannico (Leeds, n. 1978)
- Laurence Guittard, attore e cantante statunitense (San Francisco, n. 1939)
- Laurence Harvey, attore e regista britannico (Joniškis, n. 1928 - New York, † 1973)
- Laurence R. Harvey, attore britannico (Wigan, n. 1970)
- Larry Holden, attore statunitense (Framingham, n. 1961 - Orange, † 2011)
- Laurence Luckinbill, attore statunitense (Fort Smith, n. 1934)
- Laurence Mason, attore statunitense (New York, n. 1964)
- Laurence Naismith, attore britannico (Thames Ditton, n. 1908 - Southport, † 1992)

## Attrici(3)
- Laurence Arné, attrice, regista e umorista francese (Angoulême, n. 1982)
- Laurence Leboeuf, attrice canadese (Montréal, n. 1985)
- Laurence de Monaghan, attrice e avvocatessa francese (n. 1954)

## Attrici pornografiche(1)
- Laure Sainclair, ex attrice pornografica francese (Rennes, n. 1972)

## Bassisti(1)
- Laurence Cottle, bassista e compositore britannico (Swansea, n. 1961)

## Batteristi(1)
- Lol Tolhurst, batterista e tastierista britannico (Horley, n. 1959)

## Calciatori(4)
- Laurence Coyne, ex calciatore inglese (Luton, n. 1956)
- Laurie Cunningham, calciatore inglese (Londra, n. 1956 - Madrid, † 1989)
- Larry Lloyd, calciatore e allenatore di calcio inglese (Bristol, n. 1948 - Nottingham, † 2024)
- Laurie Sivell, ex calciatore britannico (Lowestoft, n. 1951)

## Cantanti(1)
- Lol Creme, cantante e musicista britannico (Prestwich, n. 1947)

## Cestiste(1)
- Laurence Van Malderen, ex cestista belga (Bruxelles, n. 1981)

## Cestisti(3)
- Laurence Bowers, ex cestista statunitense (Memphis, n. 1990)
- Laurence Ekperigin, cestista statunitense (New York, n. 1988)
- Larry Foust, cestista statunitense (Painesville, n. 1928 - Pittsburgh, † 1984)

## Chitarristi(2)
- Laurence Archer, chitarrista britannico (Londra, n. 1961)
- Laurence Juber, chitarrista inglese (Stepney, n. 1952)

## Ciclisti su strada(1)
- Laurence Pithie, ciclista su strada e pistard neozelandese (Christchurch, n. 2002)

## Clavicembalisti(1)
- Laurence Cummings, clavicembalista, organista e direttore d'orchestra inglese (n. 1968)

## Direttori d'orchestra(1)
- Laurence Rosenthal, direttore d'orchestra e compositore statunitense (Detroit, n. 1926)

## Dirigenti d'azienda(2)
- Laurence Boschetto, dirigente d'azienda statunitense (Boston, n. 1954)
- Laurence D. Fink, dirigente d'azienda statunitense (Los Angeles, n. 1952)

## Drammaturghi(1)
- Laurence Housman, drammaturgo e illustratore inglese (Bromsgrove, n. 1865 - † 1959)

## Economiste(1)
- Laurence Boone, economista francese (Boulogne-Billancourt, n. 1969)

## Etnomusicologi(1)
- Laurence Picken, etnomusicologo e zoologo britannico (Nottingham, n. 1909 - † 2007)

## Filosofi(1)
- Larry Laudan, filosofo statunitense (Austin, n. 1941 - † 2022)

## Fondiste(1)
- Laurence Rochat, ex fondista svizzera (Pompaples, n. 1979)

## Giocatori di curling(1)
- Laurence Jackson, giocatore di curling britannico (Carnwath, n. 1900 - Biggar, † 1984)

## Giocatori di football americano(1)
- Laurence Maroney, ex giocatore di football americano statunitense (St.Louis, n. 1985)

## Giocatrici di curling(1)
- Laurence Bidaud, ex giocatrice di curling svizzera (Losanna, n. 1968)

## Gioiellieri(1)
- Laurence Graff, gioielliere britannico (Londra, n. 1938)

## Giornaliste(1)
- Laurence Ferrari, giornalista e conduttrice televisiva francese (Aix-les-Bains, n. 1966)

## Matematici(1)
- Laurence Chisholm Young, matematico statunitense (Gottinga, n. 1905 - Madison, † 2000)

## Militari(1)
- Laurence Simmons Baker, militare statunitense (Contea di Gates, n. 1830 - Suffolk, † 1907)

## Modelle(1)
- Laurence Borremans, modella belga (Limal, n. 1978)

## Montatrici(1)
- Laurence Briaud, montatrice francese

## Musicologi(1)
- Laurence Feininger, musicologo e presbitero tedesco (Berlino, n. 1909 - Campo di Trens, † 1976)

## Nobili(2)
- Laurence Parsons, II conte di Rosse, nobile irlandese (n. 1758 - † 1841)
- Laurence Shirley, IV conte Ferrers, nobile e assassino britannico (Inghilterra, n. 1720 - Tyburn, † 1760)

## Ornitologi(1)
- Laurence Markham Huey, ornitologo statunitense (San Diego, n. 1892 - † 1963)

## Pattinatrici artistiche su ghiaccio(1)
- Laurence Owen, pattinatrice artistica su ghiaccio statunitense (Berkeley, n. 1944 - Bruxelles, † 1961)

## Politiche(2)
- Laurence Sailliet, politica e editorialista francese (Thionville, n. 1973)
- Laurence Trochu, politica francese (Nantes, n. 1973)

## Politici(2)
- Laurence Hyde, I conte di Rochester, politico e scrittore inglese (n. 1641 - † 1711)
- Francis Rooney, politico e ambasciatore statunitense (Muskogee, n. 1953)

## Produttori cinematografici(1)
- Laurence Mark, produttore cinematografico statunitense (New York City, n. 1949)

## Psicologi(1)
- Laurence Peter, psicologo canadese (Vancouver, n. 1919 - Palos Verdes, † 1990)

## Registe(1)
- Laurence Ferreira Barbosa, regista e sceneggiatrice francese (Versailles, n. 1958)

## Registi(2)
- Laurence Dunmore, regista britannico
- Laurence Trimble, regista, sceneggiatore e attore statunitense (Robbinston, n. 1885 - Woodland Hills, † 1954)

## Rugbisti a 15(1)
- Laurie Mains, ex rugbista a 15, allenatore di rugby a 15 e dirigente sportivo neozelandese (Dunedin, n. 1946)

## Saggisti(1)
- Laurence Gardner, saggista britannico (Londra, n. 1943 - Exeter, † 2010)

## Schermidori(1)
- Laurence Halsted, schermidore britannico (Londra, n. 1984)

## Schermitrici(2)
- Laurence Épée, schermitrice francese (n. 1990)
- Laurence Modaine-Cessac, ex schermitrice francese (Douai, n. 1968)

## Sciatori alpini(1)
- Laurence Thoms, ex sciatore alpino figiano (Suva, n. 1980)

## Sciatrici alpine(2)
- Laurence Lazier, ex sciatrice alpina francese (Chambéry, n. 1981)
- Laurence St-Germain, sciatrice alpina canadese (Québec, n. 1994)

## Scrittori(1)
- Laurence Sterne, scrittore e religioso irlandese (Clonmel, n. 1713 - Londra, † 1768)

## Scrittori di fantascienza(1)
- Larry Niven, autore di fantascienza statunitense (Los Angeles, n. 1938)

## Scrittrici(2)
- Laurence Cossé, scrittrice francese (Boulogne-Billancourt, n. 1950)
- Laurence Plazenet, scrittrice francese (Parigi, n. 1968)

## Storici(1)
- Laurence Echard, storico britannico (Barsham, n. 1670 - Lincoln, † 1730)

## Tenniste(2)
- Laurence Andretto, ex tennista francese (Revin, n. 1973)
- Laurence Courtois, ex tennista belga (Courtrai, n. 1976)

## Senza attività specificata(2)
- Laurence Leboucher, ex mountain biker, ciclocrossista e ciclista su strada francese (Alençon, n. 1972)
- Kim Peek, statunitense (Salt Lake City, n. 1951 - Salt Lake City, † 2009)